# Gare de Berlin-Tempelhof
La gare de Berlin-Tempelhof (BTF) est une gare ferroviaire à Berlin sur le Ringbahn. Elle est située dans le quartier de Tempelhof. où se situe sa correspondance avec la Ligne 6 du Métro de Berlin. Elle est desservie par les lignes de S-Bahn 41, 42, 45, 46. Elle est située sur un terre-plein à la jonction de la Bundesautobahn 100 et du Tempelhofer Damm aux abords de l'ancien aéroport de Berlin-Tempelhof.

## Service des voyageurs

### Intermodalité
La gare est desservie par des bus de la ligne de  140 (Gare de Berlin-Tempelhof ↔ Gare de l'est à Berlin) ou 184 (Gare de Berlin-Tempelhof ↔ Lindenstraße)

## Galerie de photographies

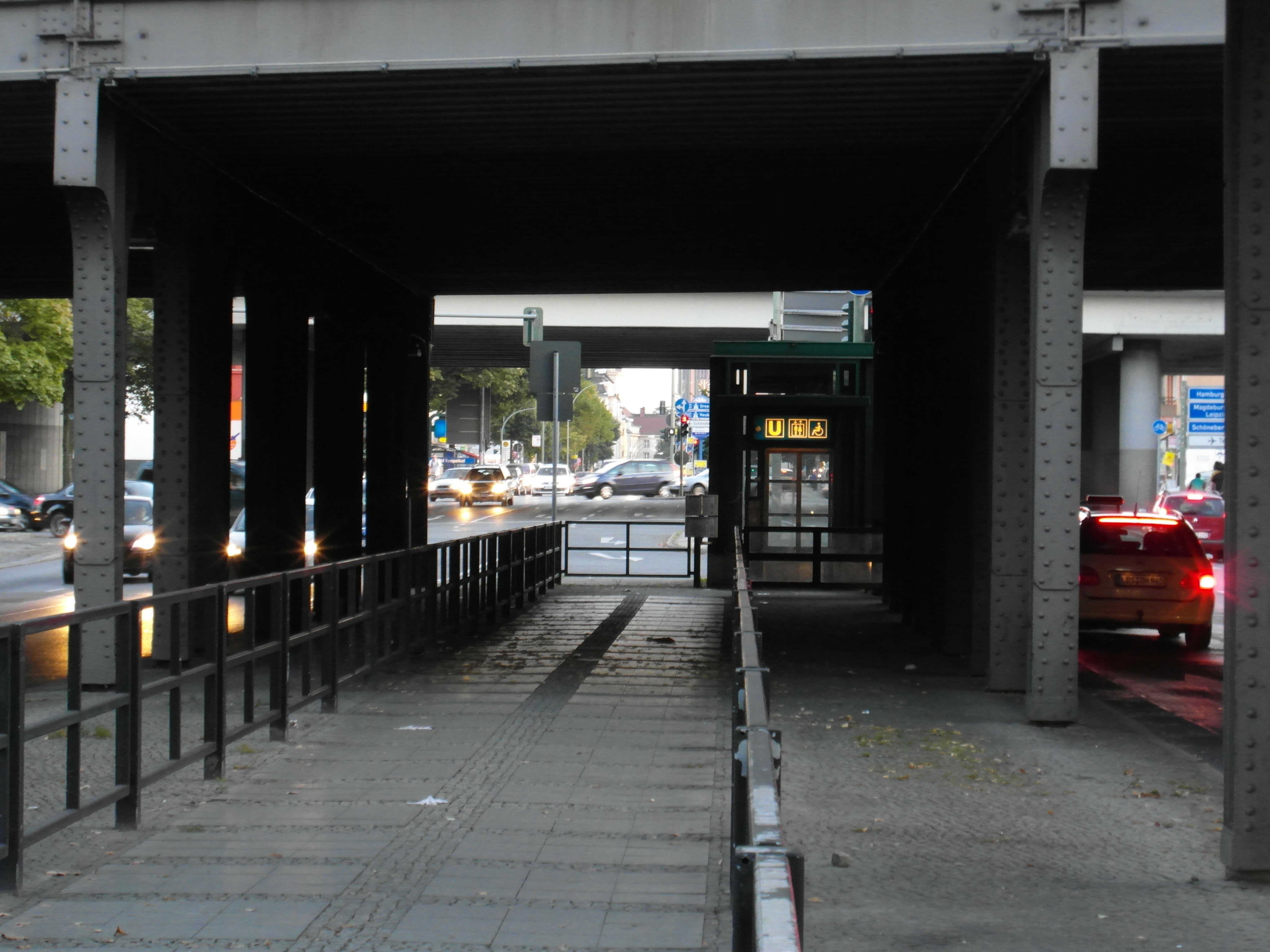
Sous le pont de la gare avec accès ascenseur.
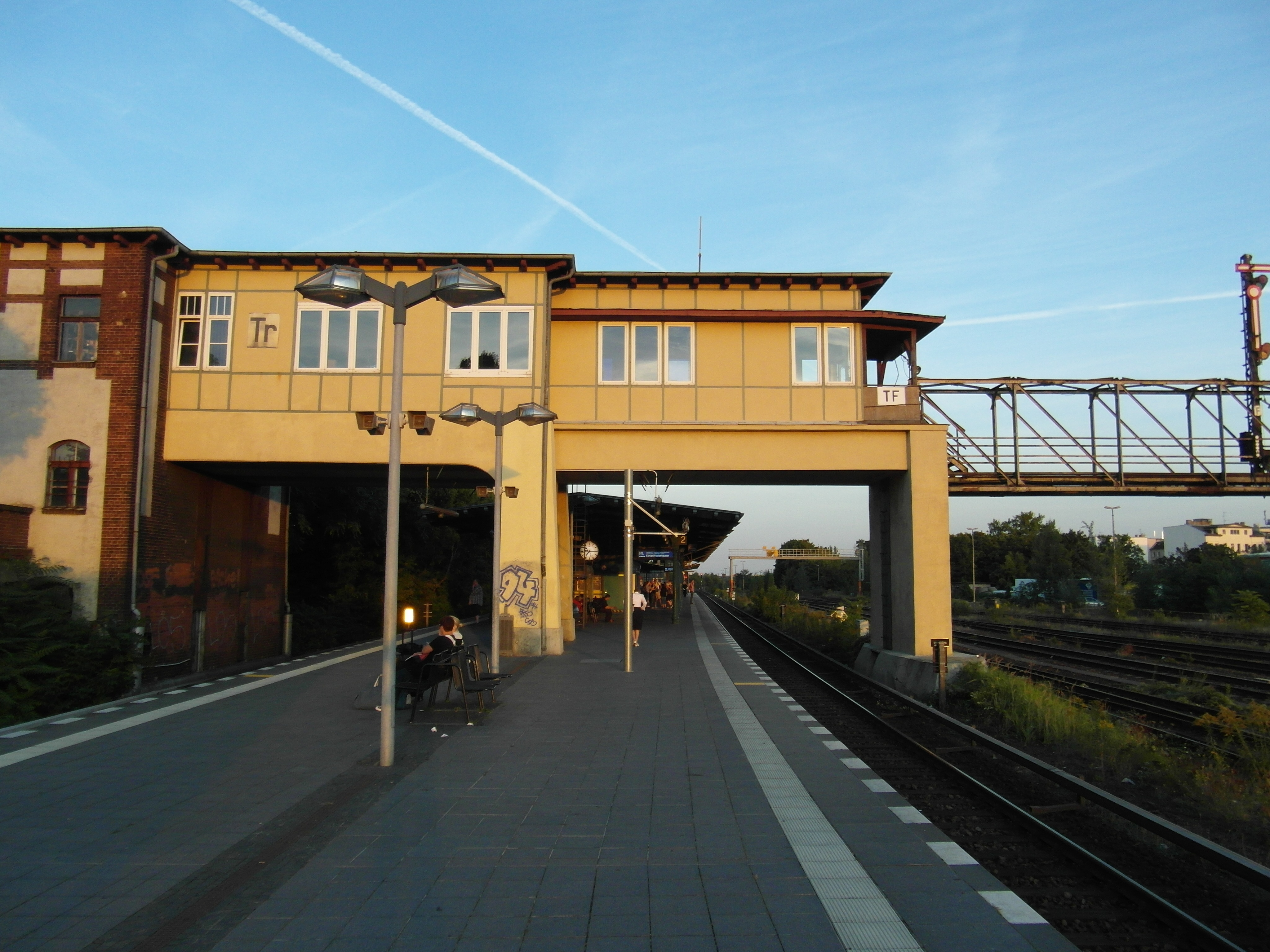
Le quai central et le bâtiment de la gare.
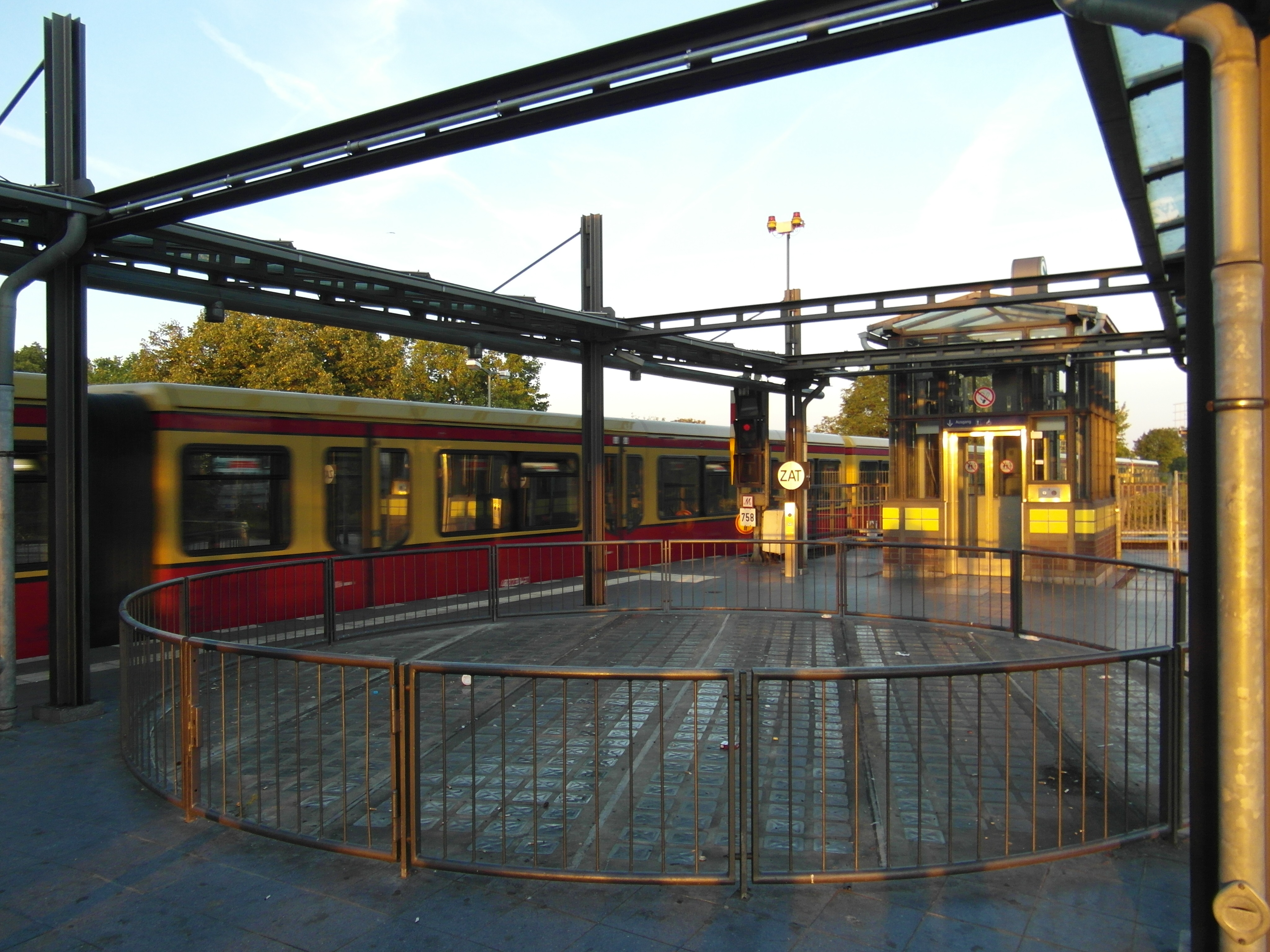
Sur le quai.
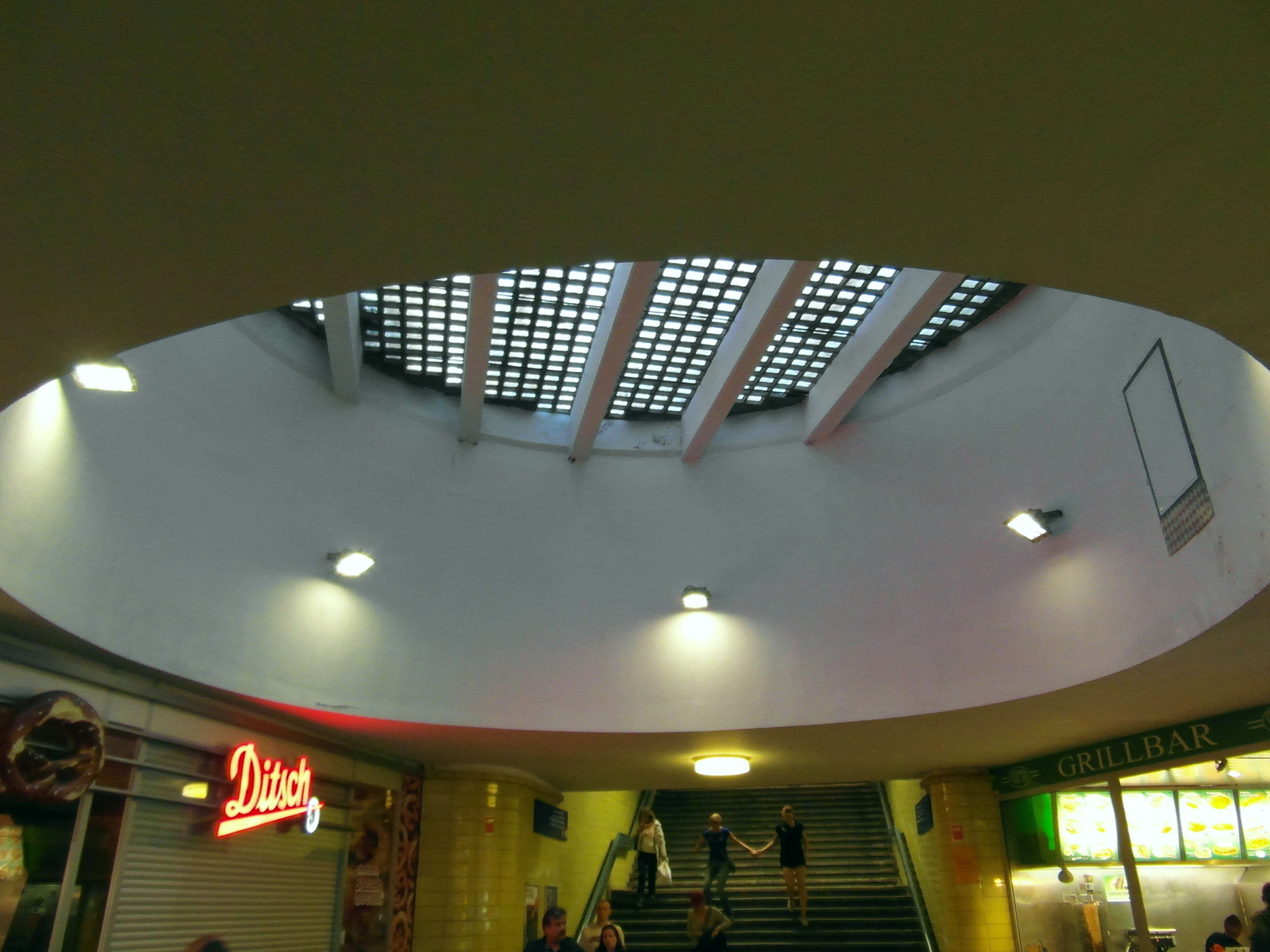
Sous le quai.
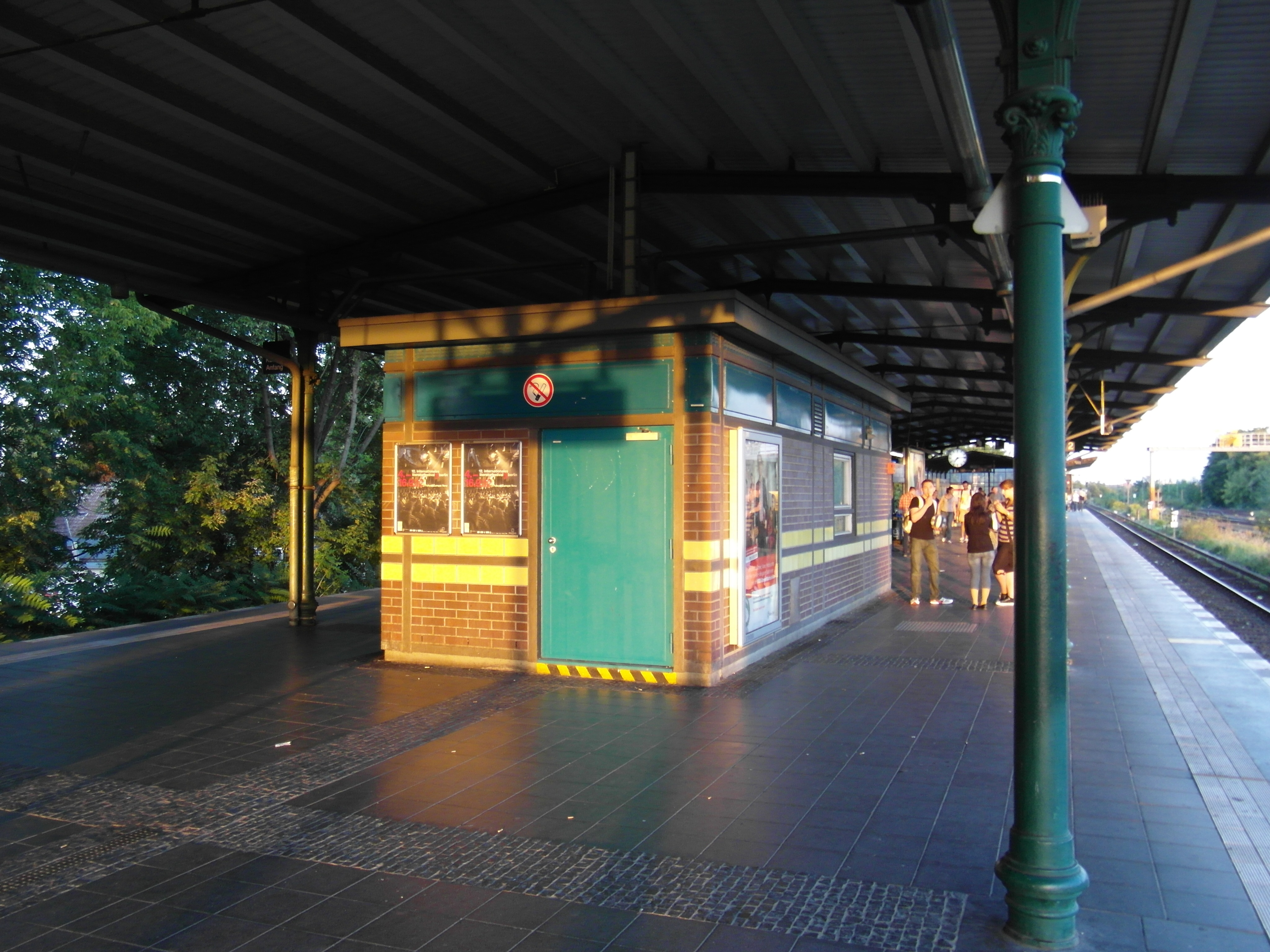
Cabine sur le quai.
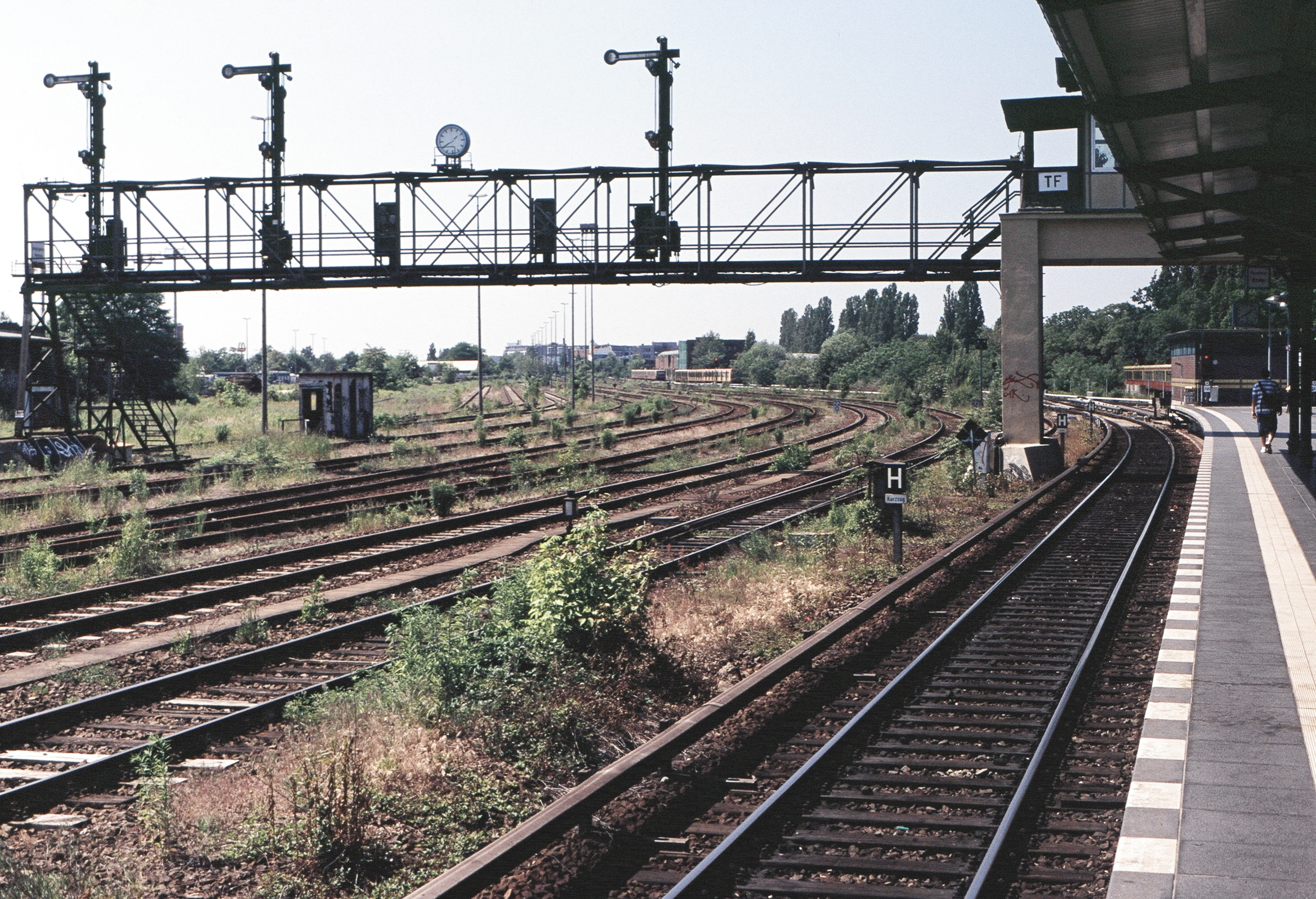
La gare en 2006.